# Semiothisa unicolor
Semiothisa unicolor là một loài bướm đêm trong họ Geometridae.